# Kaze no Shoujo Emily
Kaze no Shoujo Emily (яп. 風の少女エミリー Кадзэ но сё:дзё Эмири:, , также Ветер Эмили, Эмили из Юного Месяца, Emily of New Moon) — аниме-сериал по мотивам романа «Эмили из Молодого Месяца» и более поздних романов продолжений канадской писательницы Люси Мод Монтгомери, которая известна своим романом «Аня из Зелёных Мезонинов». Сериал состоит из 26 эпизодов и был произведен в 2007 году японской студией TMS Entertainment и транслировался сетью NHK c 7 апреля 2007 по 29 сентября 2007.

## Сюжет
После смерти своего отца, 11-летняя Эмили Бёрд Старр остаётся сиротой и вынуждена переехать жить в «Юный Месяц», большое поместье, которое находится на Острове Принца Эдуарда к своим тётям Элизабет и Лоре Марри и их кузену Джимми.
Эмили начинает новую жизнь, ей приходится столкнуться со строгими традициями семьи Марри и холодным отношением тёти Элизабет. Эмили дружит с местными ребятами: Ильзе Барнли, Тедди Кентом, и Перри Миллером. Каждый из детей имеет свой особый дар — Эмили родилась поэтессой, застенчивый Тедди очень талантливый художник, буйная Ильзе талантливая актриса, а у Перри хорошие политические навыки. Но у каждого из детей есть и проблемы в семьях: тети Элизабе не понимает её потребности к писательству и запрещает ей писать стихи. Отец Ильзе, доктор Барнли, почти полностью игнориует свою дочь из-за страшной тайны в отношении его жены и её загадочной смерти. Мать Тедди ревнует своего сына к его таланту и друзьям, боясь что он перестанет любить её. Перри в свои юные годы вынужден работать, чтобы прокормить себя и свою старую тетю, которая не одобряет его тяги к знаниям.
История показывает жизнь героев, их детство, отрочество и взрослую жизнь, их взросление и стремление реализовать свои мечты.

## Персонажи
Эмили Бёрд Старр (яп. エミリー・バード・スター Эмири: Ба:до Сута:) — на начало истории ей 11. После смерти обоих родителей уехала жить в поместье «Юный Месяц» к своим тетям Элизабет и Лоре и их кузену, дяде Джимми. Эмили обладает большим талантом писательницы и поэтессы, который развивается, несмотря на неодобрение её тёти Элизабет.
Сэйю: Томоко Каваками
Дуглас Старр (яп. ダグラス・スター Дугурасу Сута:) — журналист и театральный критик, отец Эмили. Умер от туберкулеза, когда Эмили было 11 лет.
Сэйю: Соя Сигэнори
Джульетт Марри (яп. ジュリエット・マレー Дзюриэтто Марэ:) — младшая дочь семьи Марри, вышла замуж за Дугласа Старра против воли своей семьи, но будучи слабой здоровьем, умерла, когда Эмили было всего 4 года.
Сэйю: Мэгуми Тоёгути
Задира Сэл (яп. ソーシー・サール Со:си: Са:ру) — кошка Эмили. Должна была остаться в Мэйвуде, но ей удалось спрятаться в вещах Эмили и уехать в «Юный месяц» вместе с ней, несмотря на запрет тёти Элизабет.
Элизабет Марри (яп. エリザベス・マレー Эридзабэсу Марэ:) — тётя Эмили. Старшая дочь Арчибальда Марри, глава семьи, хозяйка «Юного Месяца». Старомодная, властная и строгая. Часто конфликтует с Эмили в связи с тем, что они обе имеют одинаково решительный характер.
Сэйю: Тосико Фудзита
Лора Марри (яп. ローラ・マレー Ро:ра Марэ:) — вторая дочь Арчибальда Марри, молодая тетя Эмили. Она живёт с ней, Элизабет и Джимми в «Юном Месяце» и всегда очень добра и заботлива по отношению к девочке.
Сэйю: Масако Икэда
Джимми Марри (яп. ジミー・マレー Дзими: Марэ:) — дядя Эмили, двоюродный брат Элизабет и Лоры. Любит ухаживать за садом «Юного Месяца», хорошо понимает Эмили и глубоко привязан к ней.
Сэйю: Ная Рокуро
Ильзе Барнли (яп. イルゼ・バーンリ Ирудзэ Ба:нри) — дочь деревенского врача, лучшая подруга Эмили, хотя время от времени они и ссорятся, они всегда мирятся.
Сэйю: Сатико Кодзима
Перри Миллер (яп. ペリー・ミラー Пэри: Мира:) — ровесник Эмили. Работает в «Юном Месяце» помощником по хозяйству. Почти совсем неграмотен, учиться читать и писать у Эмили. Несмотря на первоначальные запреты своей тёти, с которой он живёт, Перри начал посещать школу и получать стипендию для обучения в колледже.
Тедди Кент (яп. テディ・ケント Тэди Кэнто) — лучший друг Эмили, обладает большим талантом к живописи, но его мать не позволяет ему развивать его талант из-за своей болезненной боязни потерять внимание и любовь сына, и препятствует его общению с другими детьми.
Сэйю: Коки Мията
Тетя Рут (яп. ルース伯母さん Ру:су оба-сан) — третья дочь Арчибальда Марри, вдова, не имеющая детей. Часто недоброжелательна по отношению к Эмили (с презрением коверкает её имя) и не стесняется открыто критиковать её.
Сэйю: Ёко Мацуока
Алан Барнли (яп. アラン・バーンリ Аран Ба:нри) — отец Ильзе, работает врачом. Он чувствует себя виноватым в смерти жены и по этой причине не любит говорить со своей своей дочерью, которая воспринимает его поведение как враждебность по отношению к ней и к её матери. Только тогда, когда Алан наконец смог поговорить с Ильзе на эту тему, отношения между отцом и дочерью наладились.
Сэйю: Киёюки Янада
Беатрис Митчелл (яп. ベアトリス・ミッチェル Бэаторису Миттэру) — мать Ильзе. Умерла при ужасных обстоятельствах много лет назад.
Сэйю: Кахо Кода
Джон Салливан (яп. ジョン・サリバン Дзён Сарибан) — живёт по соседству с «Юным Месяцем». Дружит с детьми, пускает их поиграть на свою территорию, но из-за глупой шутки рисковал испортить дружбу с Эмили и всем семейством Марри.
Сэйю: Кэити Сонобэ
Дин Прист (яп. ディーン・プリースト Ди:н Пури:суто) — лучший друг отца Эмили (они учились в одной академии). Эмили доверяет ему, и они становятся друзьями.
Сэйю: Тосихико Сэки
Мисс Браунелл (яп. ブラウネル先生 Бураунэру сэнсэй) — учительница в школе, которую посещает Эмили. Оставила работу, когда вышла замуж.
Сэйю: Нина Кумагая
Фрэнсис Карпентер (яп. フランシス・カーペンター Фурансису Ка:пэнта:) — новый учитель, пришёл преподавать в школу вместо мисс Браунелл. Призывает Эмили писать, но резко критикует её работы.
Сэйю: Акио Оцука
Рода Стюарт (яп. ローダ・スチュアート Ро:да Сутюа:то) — любимица мисс Браунелл. Дочь богатых родителей, не любит Эмили и устраивает ей всяческие неприятности
Сэйю: Ацуко Эномото
Женщина-Ветер (яп. 風のおばさん Кадзэ но оба-сан) — вымышленное существо, которое видит только Эмили, это её муза.
Сэйю: Эми Синохара